# Кресак (Дордонь)
Креса́к (фр. Creyssac) — коммуна во Франции, находится в регионе Аквитания. Департамент — Дордонь. Входит в состав кантона Брантом. Округ коммуны — Перигё.
Код INSEE коммуны — 24144.

## География
Коммуна расположена приблизительно в 420 км к югу от Парижа, в 105 км северо-восточнее Бордо, в 19 км к северо-западу от Перигё.
На юго-востоке коммуны протекает река Дрон.

### Климат
Климат умеренный океанический со средним уровнем осадков, которые выпадают преимущественно зимой. Лето здесь долгое и тёплое, однако также довольно влажное, здесь не бывает регулярных периодов летней засухи. Средняя температура января — 5 °C, июля — 18 °C. Изредка вследствие стечения неблагоприятных погодных условий может наблюдаться непродолжительная засуха или случаются поздние заморозки. Климат меняется очень часто, как в течение сезона, так и год от года.

## Население
Население коммуны на 2010 год составляло 93 человека.
| 1962 | 1968 | 1975 | 1982 | 1990 | 1999 | 2010 |
| ---- | ---- | ---- | ---- | ---- | ---- | ---- |
| 110  | 95   | 94   | 83   | 81   | 99   | 93   |

## Администрация
| Период | Период | Фамилия        | Партия       | Примечания |
| ------ | ------ | -------------- | ------------ | ---------- |
| 1944   | 1965   | Жозеф Дювернёй |              |            |
| 1965   | 1971   | Эжен Мериго    |              |            |
| 1971   | 1989   | Бернар Бори    |              |            |
| 1989   | 2020   | Мишель Демулен | Разные левые |            |

## Экономика
В 2010 году среди 53 человек трудоспособного возраста (15-64 лет) 40 были экономически активными, 13 — неактивными (показатель активности — 75,5 %, в 1999 году было 66,1 %). Из 40 активных жителей работали 36 человек (19 мужчин и 17 женщин), безработных было 4 (3 мужчин и 1 женщина). Среди 13 неактивных 1 человек был учеником или студентом, 9 — пенсионерами, 3 были неактивными по другим причинам.

## Достопримечательности
- Замок Бард (XIX век). Построен на месте разрушенного замка XIV века[5]
- Церковь Св. Варфоломея (XII век)[6]

## Фотогалерея
- Мэрия
- Замок Бард
- Церковь Св. Варфоломея
- Военный мемориал
- Общественная прачечная
- Колодец
- Голубятня фермы Ге-де-л’Эперон
- Крест
- Река Дрон
- Река Булу
- Река Бюллидур